# Токійський університет природничих наук
Токійський університет природничих наук (яп. 東京理科大学, Tōkyō Rika Daigaku; англ. Tokyo University of Science), неофіційно відомий як Рікадай (理科大) або просто Рідаї (理大), є приватним дослідницьким університетом, розташованим у районі Сіндзюку, Токіо, Японія.

## Історія
Токійський університет науки було засновано у 1881 році як Токійська академія фізики 21 випускником кафедри фізики факультету природничих наук Токійський університет. У 1883 році він був перейменований на Токійський коледж науки, а в 1949 році здобув статус університету та став відомий як Токійський університет науки.Головний персонаж роману японського письменника Сосекі Нацуме "Ботчан" є випускником Токійський університет природничих наук.
Станом на 2016 рік, це єдиний приватний університет в Японії, який може похвалитися Нобелівським лауреатом, і єдиний приватний університет в Азії, що отримав Нобелівські премії у галузі природничих наук.

## Кампуси
Головний кампус Токійський університет природничих наук науки розташований у районі Каґурадзака, Сіндзюку. Найближча станція – станція Іідабасі.
Окрім головного кампусу у Сіндзюку, університет має кілька інших кампусів у різних регіонах країни:
- Кампус Каґурадзака (головний): Сіндзюку, Токіо
- Шкільна будівля Фуджімі: Район Чійода, Токіо
- Кампус Кацуcіка: Район Кацусіка (Токіо), Токіо
- Кампус Нода: Нода (Тіба), префектура Чіба
- Кампус Ошамамбе: Осямамбе, Хоккайдо

## Особистості, пов’язані з університетом

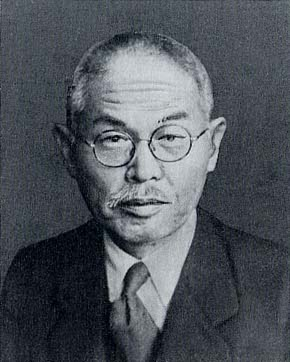
Хонда Котаро, колишній ректор, номінований на Нобелівську премію з фізики 1932 року[5].
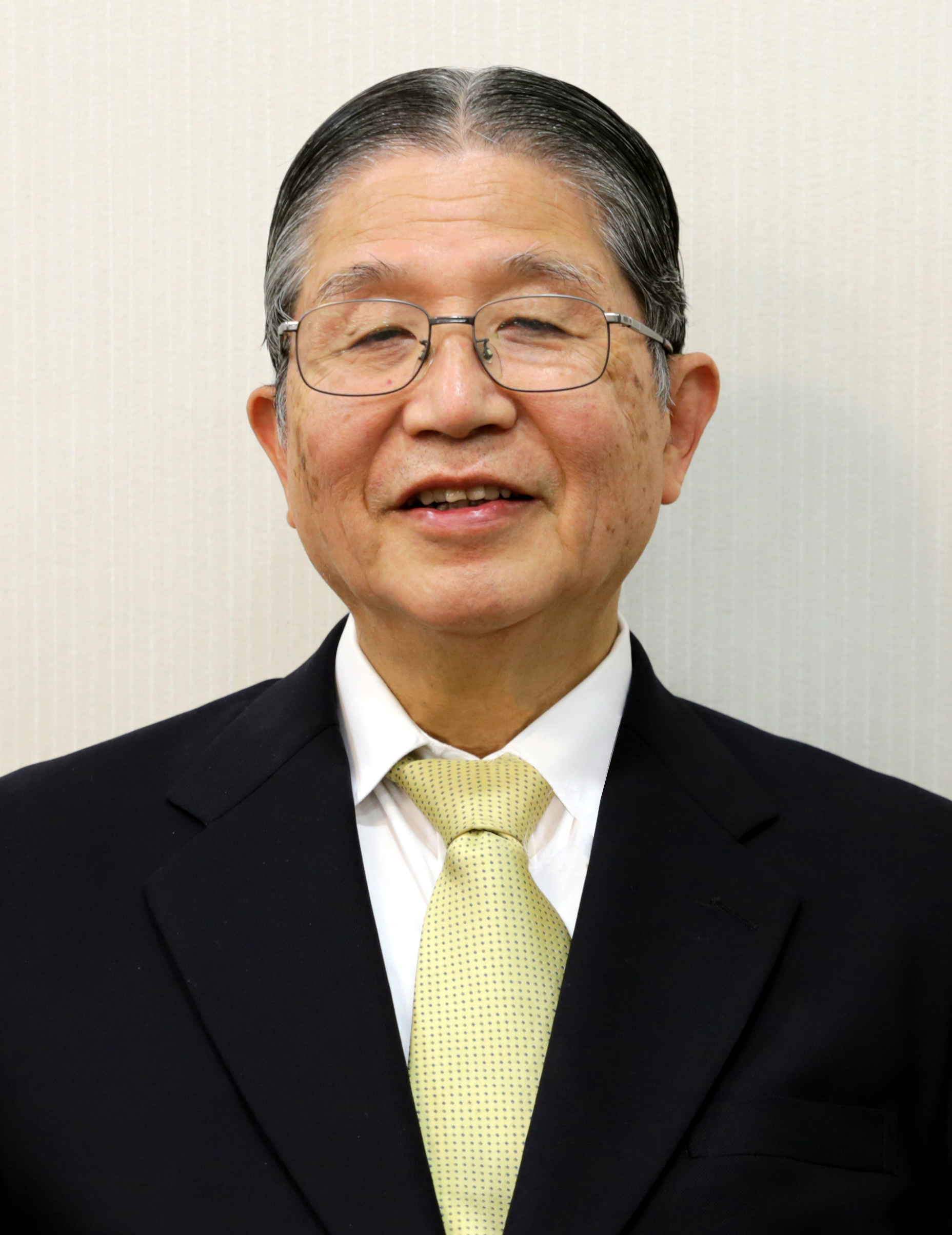
Фуджішима Акіра, колишній директор, відкривач фотокаталізатора.
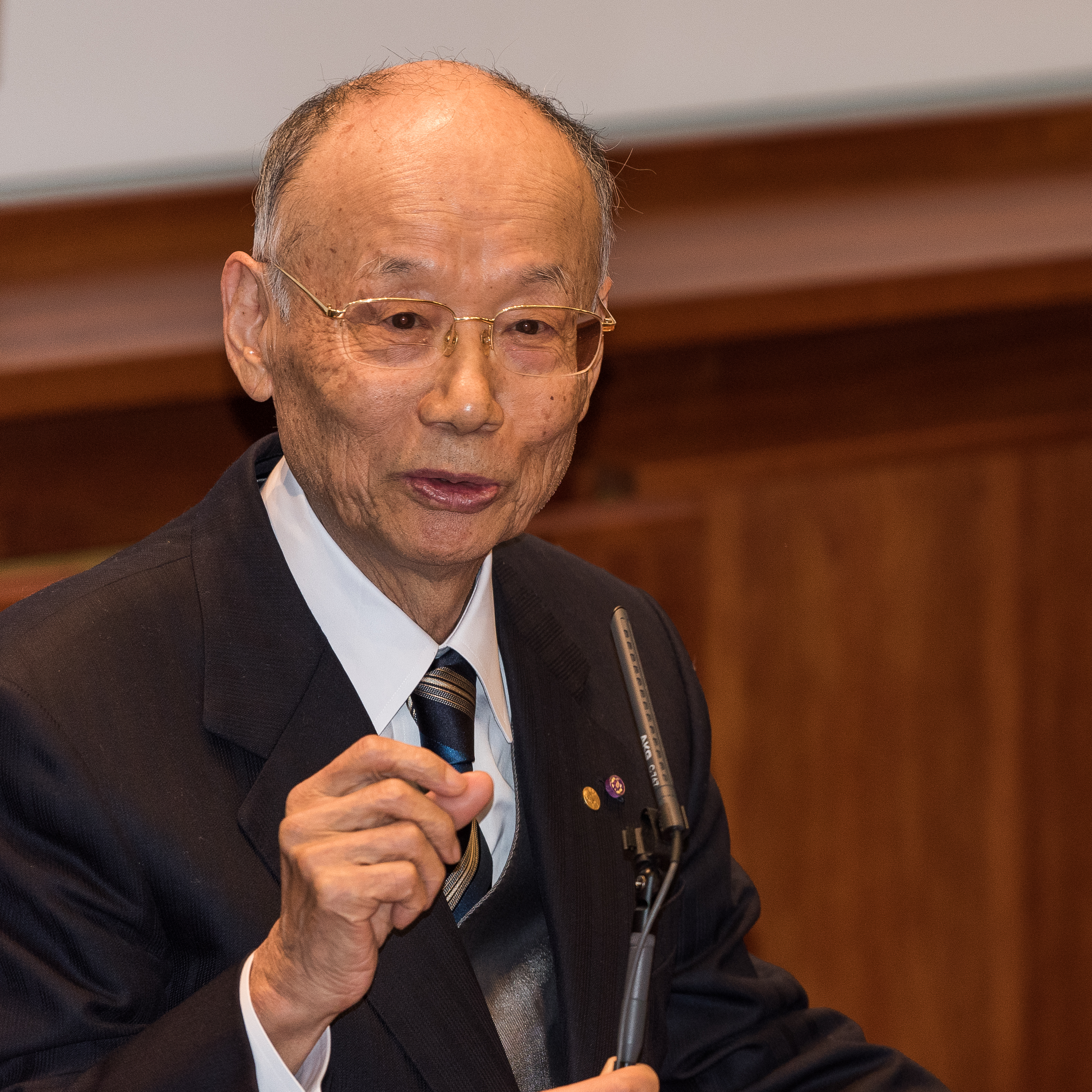
Омура Сатосі, колишній студент, лауреат Нобелівської премії з фізіології або медицини 2015 року.
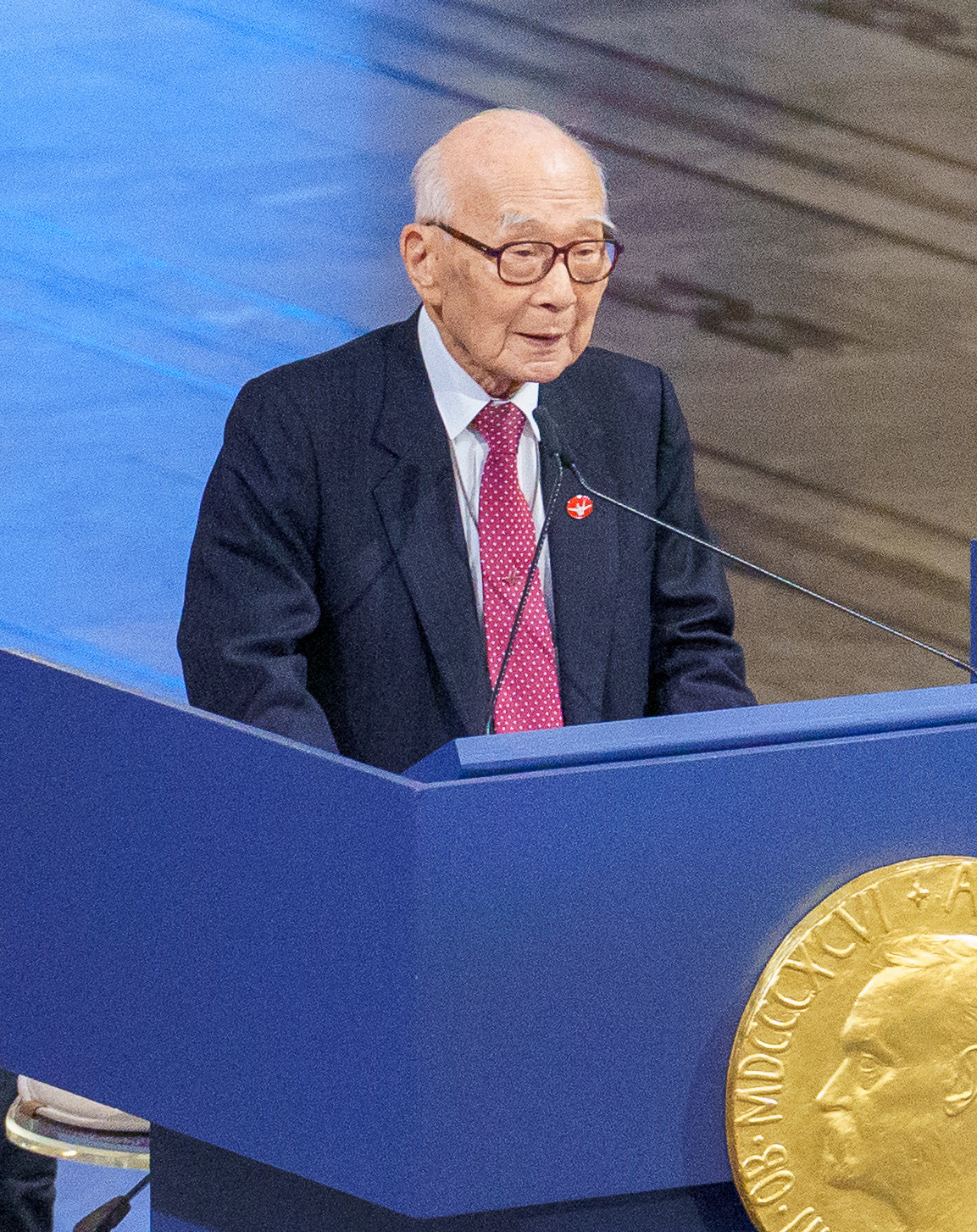
Танака Терумі, представниця Ніхон Хіданкьо, лауреатка Нобелівської премії миру 2024 року.